# Max Petitpierre
Max Petitpierre (Neuchâtel, 26 febbraio 1899 – Neuchâtel, 25 marzo 1994) è stato un politico svizzero, 113º, 118º e 123º Presidente della Confederazione Svizzera, negli anni 1950, 1955 e 1960.

## Biografia
Nel dicembre 1944 è stato eletto nel Consiglio federale svizzero, rimanendovi fino al giugno 1961.
Ha guidato il Dipartimento federale degli affari esteri dal 1944 al 1961.
Era rappresentante del Partito Liberale Radicale.

## Premio Max Petitpierre
Il premio fu istituito nel 1984 e iscritto ufficialmente il 26 gennaio 1985, nel 2008 fu cancellato. La Fondazione per il Premio Max Petitpierre aveva lo scopo di assegnare ogni anno il Premio Max Petitpierre a una persona che, attraverso la sua attività politica, diplomatica, economica, i suoi studi o un'opera scientifica, letteraria o artistica, avesse dato un importante contributo all'influenza della Svizzera nelle sue relazioni con il mondo.